# Grive à dos roux
Geokichla erythronota
Espèce
Synonymes
- Zoothera erythronota

Statut de conservation UICN

 NT  : Quasi menacé
La Grive à dos roux (Geokichla erythronota) est une espèce de passereaux de la famille des Turdidae.

## Répartition
Elle est endémique aux forêts sur Sulawesi et les îles voisines de Buton et Kabaena.
Elle est menacée par la perte de son habitat